# Panel BKV

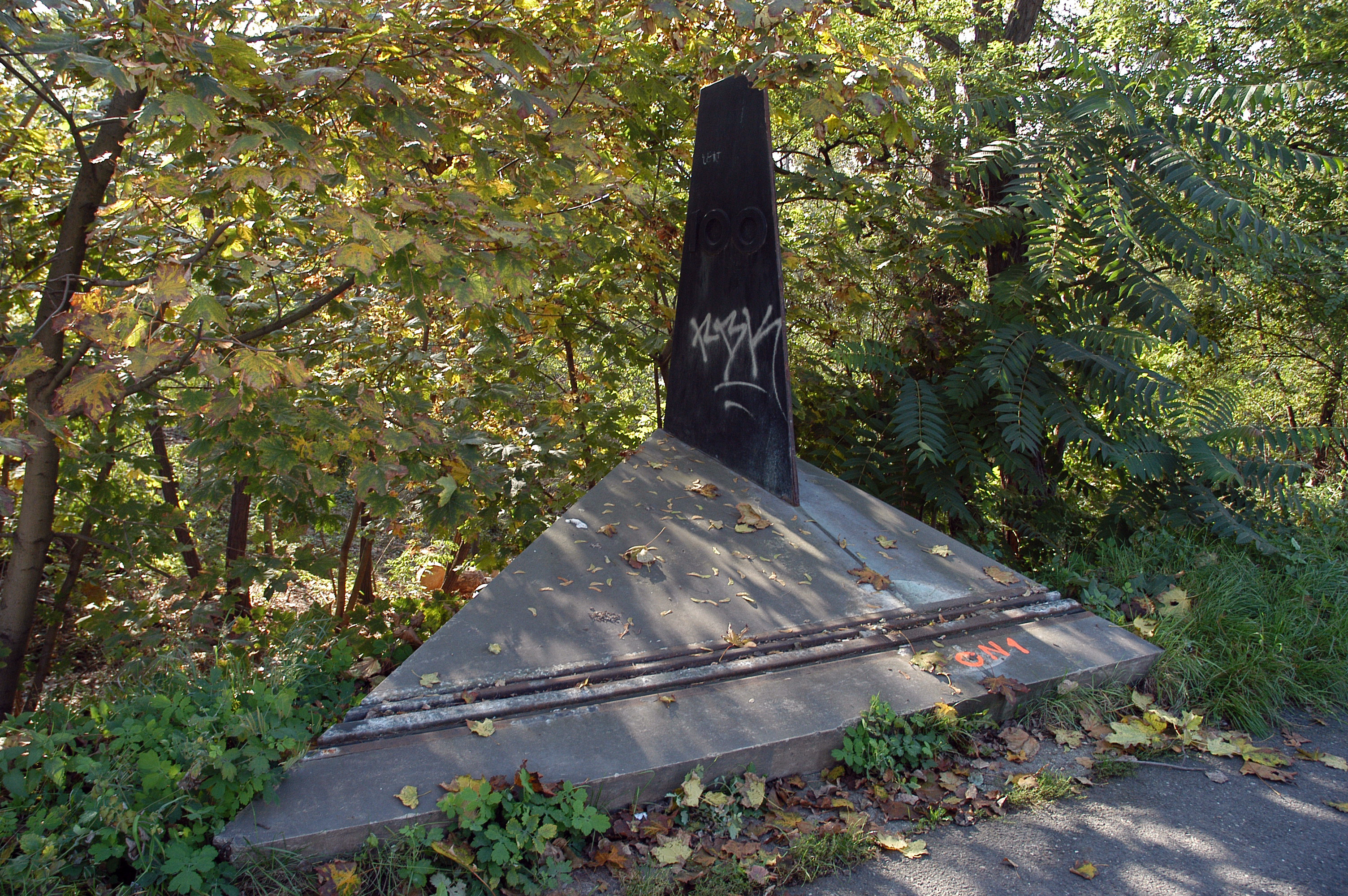
Pomník „100 km rekonstrukce tramvajových tratí velkoplošnými panely s blokovou kolejnicí“ u Libeňského mostu v Praze, datovaný listopadem 1984.

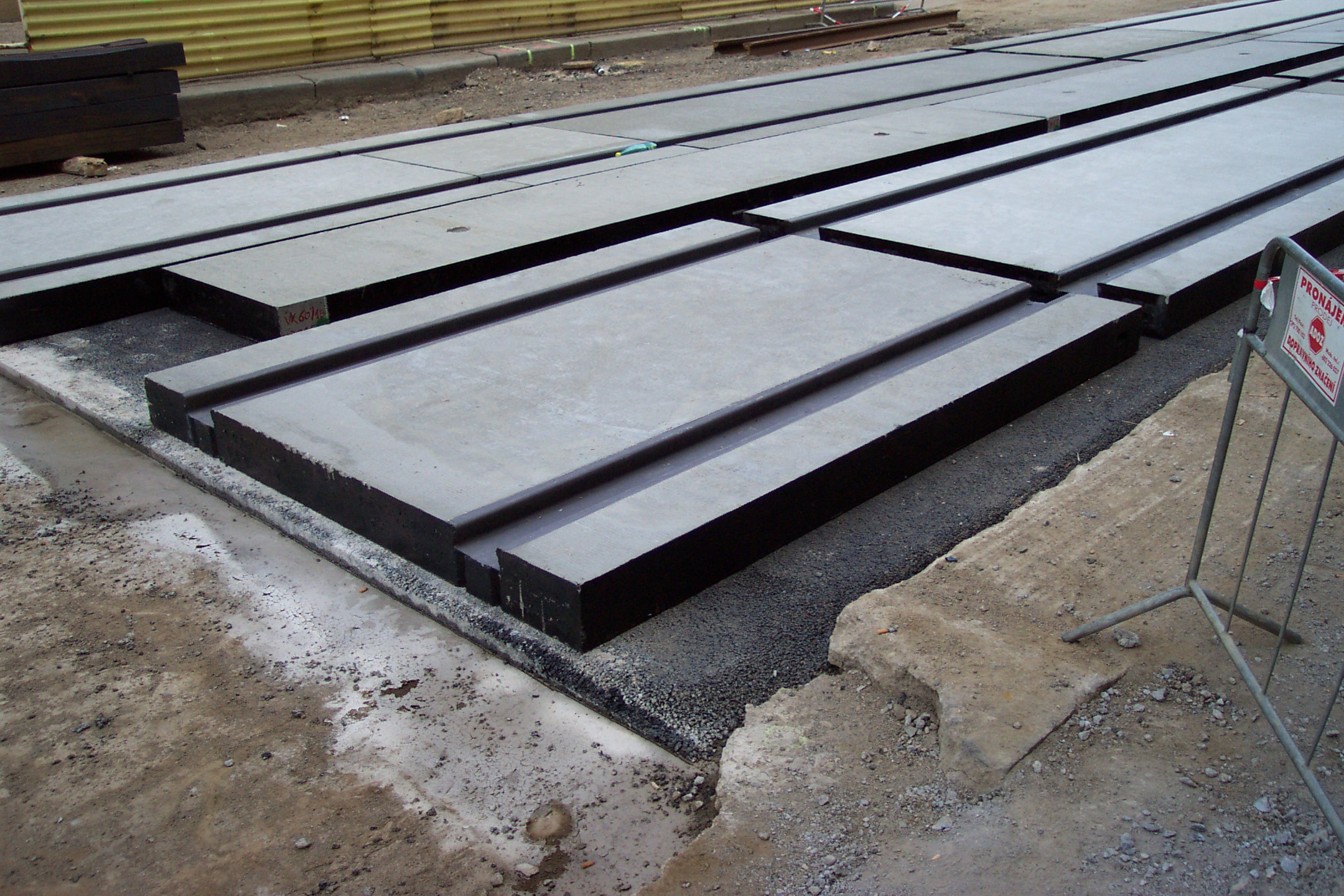
Nový panel BKV, čerstvě položený (Praha, Albertov). Panely se na vybrané místo umisťují pomocí jeřábu.

Panel BKV je speciální typ železobetonového panelu se žlábky, do nichž se upevňují tramvajové kolejnice speciálního tvaru. Panely tedy nahrazují pražce, přičemž horní plocha panelu plní zároveň roli krytu kolejového svršku.
Název pochází z názvu budapešťského dopravního podniku (maďarsky Budapesti Közlekedési Vállalat, čti [budapešty közlekedéši]), který začal jako první tyto panely používat.

## Popis technologie
Panely BKV se pokládají na rovný asfaltový nebo betonový podklad. V panelu jsou dva ocelí vyložené žlábky, do kterých se připevňují kolejnice speciálního tvaru, tzv. blokové, zatlačením mezi pryžové pásy.
Standardní výška panelu je 180 mm. Panely byly vyráběny v délkách 0,7, 1,5, 3,0 a 6,0 m.
Hlavní výhodou je, že zjednodušily stavění tramvajových tratí. Jde však o technologii ve srovnání s jinými drahou.
Nevýhodami panelů je větší hlučnost provozu a kluzkost povrchu panelů. Tyto nedostatky byly s nevelkým úspěchem zmírňovány vrchní tenkou vrstvou živice, která však měla malou životnost a odlupovala se, a podkladovou vrstvou geotextilií nebo pórového betonu, jejichž protihluková účinnost však nebyla nijak výrazná.[zdroj?]
V českých městech byly nejprve používány dovážené originální maďarské panely. Potom byla zahájena tuzemská výroba, první české panely vyráběné Prefou Hýskov ale byly nekvalitní a měly velmi malou životnost. Od října 1986 proto panely dodávaly Vojenské stavby. Životnost panelů je i tak mnohem nižší než původně předpokládaných 30 let. Do 10 let dochází ke korozi ocelových žlabů pro kolejnice, zpuchřují i upevňovací pryže. Nízká kvalita betonu a životnost panelů jsou příčinou chátrání a postupného rozpadu panelů i v mnoha dalších městech východní Evropy, z nichž mnohá nemají peníze na údržbu.[zdroj?]

## Použití
Po zavedení v Budapešti se používání velkoplošných panelů rozšířilo i do mnoha dalších východoevropských měst.
V Praze byly velkoplošné panely poprvé použity na 570 m dlouhém úseku Dělnické ulice v roce 1977. Rovněž o úseku, který na podzim 1982 nahradil rušenou tramvajovou smyčku na náměstí J. Marata a napojil stávající trať na prodloužení, se uvádí, že ve své době byl jediným v Praze z BKV panelů. V osmdesátých letech zažila tato technologie v Praze masové uplatnění. U Libeňského mostu nedaleko Palmovky stojí pomník 100 km rekonstrukce tramvajových tratí velkoplošnými panely s blokovou kolejnicí – tabulka s textem, datovaným listopadem 1984, však byla ukradena „sběrači kovů“. Ve skutečnosti nešlo o 100 km tratí, ale asi o 50 km dvojkolejných tratí: počítána byla délka koleje.
V Plzni byly velkoplošné panely BKV poprvé použity na Slovanské třídě v roce 1982.
Dopravní podnik města Brna použití panelů odmítl kvůli zvýšené hlučnosti trati. Lze je však najít i v Brně, původně asi 150 m dvojkolejný úsek v Merhautově ulici (byl již odstraněn), dnes výhradně tam, kde tramvajová trať vede přes most a položení jiné kolejové konstrukce by představovalo nutnost hlubšího založení podloží, což je v případě mostů problematické.
V Liberci byly při rekonstrukci městské tratě v devadesátých letech (změna rozchodu) použity speciální tříkolejnicové velkoplošné panely BKV jak pro rozchod 1000 mm, tak 1435 mm. Tyto speciální panely jsou použity pouze v úseku Lidové sady – Viadukt (smyčka). Dále jsou použity pouze běžné panely pro standardní (1435 mm) rozchod, a to až do zastávky Kubelíkova.
Od devadesátých let 20. století je dávána přednost jiným technologiím, a to zpočátku otevřenému svršku – jako u železnice, později zatravněnému tělesu (výhodou je zejména nižší prašnost) až po technologii vyměnitelných kolejnic w-tram. Pokud je nutné panely umisťovat v centru měst, provádí se na nich speciální úprava, takže na první pohled vypadají jako dlažba.[zdroj?] Renesanci zažívá i použití živičného povrchu, nově se v zastávkách a na přechodech používá betonová dlažba. V obloucích o menších poloměrech, kde se předpokládá brzké opotřebení kolejnic jsou tramvajové pásy z důvodu usnadnění jejich výměny zakrývány dlažebními kostkami.
V některých úsecích jsou velkoplošné panely zachovány i po rekonstrukcích. Například v Praze jsou panely zachovávány z finančních důvodů pouze při částečných rekonstrukcí a často dochází k výměně starších panelů z místa opravy za panely více zachovalé vyzískané při celkové rekonstrukci jiné tratě (takto používány jsou například panely z některých úseků tratě do Řep rekonstruované v létě 2010).